# ایتارو هینوئه
ایتارو هینوئه (انگلیسی: Itaru Hinoue)(به ژاپنی: 樋上 いたる) تصویرگر و کارآفرین اهل ژاپن است، که در سال ۱۹۹۸ شرکت کی را تأسیس کرد.